# Patrik Gisel
Patrik Gisel (* 1962) ist ein Schweizer Bankmanager. Er war von 2015 bis 2018 Chief Executive Officer (CEO) der Raiffeisen Gruppe.

## Leben
Patrik Gisel studierte Betriebswirtschaft an der Universität St. Gallen, das Lizenziat schloss er 1988 ab. Die Promotion zum Dr. oec. erfolgte 1992.
Von 1987 bis 1993 war Gisel Assistent und Lehrbeauftragter an der Universität St. Gallen. Von 1987 bis 1993 war er Gruppenleiter «Informatikentwicklung Finanzen» beim Schweizerischen Bankverein. Nach einem kurzen Intermezzo bei der Boston Consulting Group als Consultant war er von 1994 bis 1999 Abteilungs- und Ressortleiter in der IT bei der Schweizerischen Bankgesellschaft. Ab 2000 war Gisel bei Raiffeisen Schweiz, wobei er bis 2004 das Departement «Unternehmensentwicklung, Finanzen und Informatik» und von 2005 bis 2015 das Department «Markt» geleitet hat. Von 2002 bis zur Ernennung zum CEO im Jahr 2015 war er zudem stellvertretender Vorsitzender der Geschäftsleitung.
Gisel wurde am 1. Oktober 2015 Chief Executive Officer (CEO) der Raiffeisen Gruppe. Im Rahmen der «Affäre Vincenz», bei der dem  Ex-Chef der Raiffeisen-Gruppe Pierin Vincenz ungetreue Geschäftsbesorgung vorgeworfen wurde, gab Gisel am 18. Juli 2018 seinen Rücktritt per Ende Jahr bekannt. Im Rahmen der strafrechtliche Untersuchungen gegen seinen ehemaligen Chef sah er seinen und den Ruf der Bank gefährdet.